# Banja Loka
Banja Loka je naselje v Občini Kostel.